# Huỳnh Thị Thanh Thủy
Huỳnh Thị Thanh Thủy, née le 1er juillet à Da Nang, est une mannequin et reine de beauté vietnamienne, élue Miss International 2024 (en).

## Biographie
Thanh Thủy est née à Da Nang. Elle étudie actuellement l'anglais à l'Université des langues étrangères, membre du système Université de Đà Nẵng. En même temps, elle étudie également à l'Université de Greenwich.

## Concours de beauté

### Miss Vietnam 2022
Le 23 décembre 2022, Thanh Thuy a représenté Da Nang au concours Miss Vietnam 2022 (en) et a concouru contre 58 autres candidates au stade couvert de Phu Tho à Hô Chi Minh-Ville, où elle a remporté le titre national et a été remplacée par Đỗ Thị Hà (en).

### Miss International 2024
Le 12 novembre 2024, Thanh Thuy a représenté le Vietnam au concours Miss International 2024 (en) et a concouru contre 71 autres candidates au Tokyo Dome City Hall (en) de Tokyo, au Japon, où elle a remporté le titre et a été remplacée par Andrea Rubio du Venezuela. Elle est devenue la première femme vietnamienne à remporter le titre de Miss International.